# Segadães
Segadães ist ein Dorf und eine ehemalige Gemeinde (Freguesia) im portugiesischen Kreis Águeda.
Die Freguesia Segadães hatte 1170 Einwohner (Stand 30. Juni 2011) auf einer Fläche von 5,6 km².
Am 29. September 2013 wurden die Freguesias Segadães, Trofa und Lamas do Vouga zur neuen Freguesia União das Freguesias de Trofa, Segadães e Lamas do Vouga zusammengefasst.

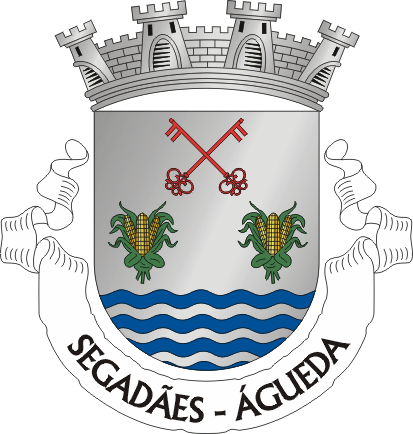
Das Wappen der ehemaligen Freguesia

## Ortschaften (Postleitzahl) in der ehemaligen Gemeinde
- Segadães (3750-742)
- Carvalhais
- Fontinha (3750-743)
- Aldeia (3750-743)
- Barrosinha
- Vale